# 盛荣华
盛荣华（1962年10月—），男，汉族，湖南衡阳人。中华人民共和国政治人物。1982年7月参加工作，1984年6月加入中国共产党。衡阳师范专科学校中文专业毕业，中国社会科学院研究生课程班民法经济法专业毕业，湖南师范大学中共党史专业在职研究生法学博士学位。

## 生平
1979年9月，在衡阳师范专科学校中文专业学习。1982年7月，任衡阳县财贸学校教师。1983年2月，任共青团衡阳县委干部。1985年2月，任中共衡阳县委组织部干部。1985年7月，任共青团湖南省委组织部干部、副主任科员、主任科员。
1989年2月，进入中共湖南省委组织部，任干部二处主任科员。1994年12月，任干部二处副处级组织员。1997年10月，任干部二处副处长（1996年5月至1998年5月，在中国社会科学院法学系民法经济法专业课程班学习）。2001年1月，任干部四处处长。
2003年6月，任中共岳阳市委组织部长（11月兼任市委常委）。2006年9月，任中共岳阳市委常委、常务副市长。2007年8月，任中共岳阳市委副书记（2005年9月至2009年6月，在湖南师范大学中共党史专业在职研究生学习，获法学博士学位）。2011年12月18日，被提名为岳阳市人民政府市长候选人，12月20日任代市长，2013年1月当选市长。2015年6月，任中共岳阳市委书记。
2016年11月，任中共湖南省委常委、秘书长、省直属机关工作委员会书记。
2017年2月，任中共宁夏回族自治区党委常委、组织部部长。2019年5月，任中央网络安全和信息化委员会办公室副主任，直到2023年3月卸任。